# لوكا زانيماكيا
لوكا زانيماكيا (مواليد 19 يوليو 1998) هو لاعب كرة قدم إيطالي يلعب في مركز الجناح الأيمن في نادي ريال سرقسطة على سبيل الإعارة.

## روابط خارجية
- لوكا زانيماكيا على موقع قاعدة بيانات كرة القدم.إي يو (الإنجليزية)
- لوكا زانيماكيا على موقع Soccerway.com (الإنجليزية)
- لوكا زانيماكيا على موقع AS.com (الإسبانية)